# 杭州金沙印象城
杭州金沙印象城是位于杭州下沙金沙大道97号的商业综合体，包括商场和写字楼，面积为18.6万平米，商场于2019年6月16日开业，为杭州第三座印象城。由加拿大BH负责建筑设计。印象城对面为2022年5月开业的杭州吾角天街。

## 商场
入驻商家主要有迪卡侬、百老汇影城、木马王国、优衣库、Adidas SWC旗舰店、NIKE Beacon 750、Purcotton全棉时代城市店、MUJI无印良品、金宝贝、瑞思学科英语、七田真、Innisfree、BOSE、Ray-Ban、Garmin、中国李宁、CONVERSE、爱婴室、丽婴房、可优比、MY BODY、星巴克臻选店、南京大牌档、太二酸菜鱼、左庭右院鲜牛肉火锅、钱小奴海鲜自助、湊湊火锅、川味观毛肚火锅+美蛙鱼头、捞王锅物料理、老头儿油爆虾、集渔泰式海鲜锅、御牛道日式料理碳火烤肉、椒色、满记甜品、酒隐&鹈鹕等。

## 写字楼
写字楼有19层共2.18万平米，2019年10月竣工并投入使用。2021年9月17日，香港兴业国际集团以4.14亿元人民币，取得印力集团的金沙印象城写字楼项目产权。

## 交通
可乘杭州地铁1号线至高沙路站D口到达。